# Andrej Nikolajevič Kolmogorov
Andrej Nikolajevič Kolmogorov (Андрей Николаевич Колмогоров) (25. dubna 1903 Tambov – 20. října 1987 Moskva) byl sovětský matematik, zakladatel moderní teorie pravděpodobnosti a teorie složitosti algoritmů. Pracoval rovněž v oblastech topologie, logiky, Fourierových řad, turbulence a klasické mechaniky.

## Život
Už z raného dětství byl Kolmogorov bez rodičů (matka zemřela při porodu, když se narodil, a otec jako příslušník eserů padl v ruské občanské válce) a byl vychován u tety Věry Jakovlevny. V roce 1920 Kolmogorov nastoupil na Moskevskou státní univerzitu, kde nestudoval matematiku (ta se stala jeho „pozdějším osudem“), ale takové obory jako metalurgii, ruskou historii apod. Napsal například i vědeckou práci na téma vlastnictví nemovitostí v Novgorodu v období 15. a 16. století.
V oblasti matematiky byl Kolmogorov ovlivněn řadou matematiků (Alexandrov, Luzin, Jegorov, Šušlin…) ze svého okolí. Dle Kolmogorovova však z matematické stránky na něj měl největší vliv jistý Stěpanov, který Kolmogorovova učil trigonometrické řady. Už jako student dosáhl Kolmogorov pozoruhodných výsledků (publikoval celkem 8 prací ještě než dokončil studia). Kolmogorov ukončil svá studia na Moskevské státní univerzitě v roce 1925 a začal pracovat ve výzkumné Luzinově skupině. Za významný milník v jeho kariéře je považován přínos v oblasti teorie pravděpodobnosti (1925), kde spolu s Chinčinem publikoval výsledky, jenž vedly k vytvoření tzv. stochastického kalkulu. A později k stochastickým diferenciálním rovnicím.
V roce 1930 se stal profesorem univerzity a v roce 1939 členem Akademie věd SSSR.
V letech 1953–1954 publikoval dva příspěvky z oblasti dynamických systémů, které se staly neoficiálně zakládajícími příspěvky tzv. KAM (Kolmogorov-Arnold-Moser) teorie z oblasti tzv. Hamiltonianských systémů a samozřejmě i jejich chaotického chování.
Kolmogorovovův přínos samozřejmě nezůstal neoceněn. Byl členem Akademie věd SSSR, oceněn cenou Lenina a Lobačevského. V letech 1964–1966 a v letech 1973–1985 byl předsedou Moskevské matematické společnosti.
V zahraničí byl členem mnoha vědeckých společností jako byla rumunská Akademie věd, Americké akademie věd a umění, Matematická společnost v Londýně, Nizozemská akademie věd, Indický Institut statistiky apod.